# Tim Minear
Tim Minear (New York, 29 ottobre 1963) è uno sceneggiatore, regista e produttore televisivo statunitense.
È stato assistente alla regia per il film Platoon ed ha scritto vari episodi di X-files.
Ha lavorato spesso con Joss Whedon, come ad esempio nella serie televisiva Angel.

## Filmografia parziale

### Regista
- Platoon - Film, Assistente alla regia - (1986)

### Sceneggiatore
- X-Files - Serie TV, 2 episodi (1998)
- Angel - Serie TV, 18 episodi (1999-2003)
- Firefly - Serie TV, 4 episodi (2002-2003)